# Благородный (эсминец)
«Благоро́дный» —эскадренный миноносец проекта 56 (кодовое обозначение НАТО — «Kotlin class destroyer»).

## История строительства
Зачислен в списки флота 15 сентября 1953 года. Заложен на ССЗ № 445 в Николаеве 5 марта 1955 года (строительный № 1207), спущен на воду 30 августа 1956 года, принят флотом 18 июля, 30 июня 1957 года «Благородный» вступил в состав советского флота.

## Служба
С 30 июня 1957 года в составе Черноморского флота ВМФ СССР. В августе 1959 года «Благородный» совершил поход в Средиземное море с заходом во Влёру под флагом Главнокомандующего ВМФ С. Г. Горшкова, выполнял задачи рекогносцировки албанских берегов для организации баз. В период с 20 мая по 12 июня 1960 года обеспечивал эвакуацию советских специалистов из Влеры.
В 1962 году корабль находился на учениях; в следующем году прошёл модернизацию по проекту 56-ПЛО. В 1966 году находился на учениях. 1 июня 1967 года вышел на боевую службу в Средиземное море, проводил советскую ПЛАРК через Гибралтарский пролив. В период обострения арабо-израильского конфликта с 5 по 30 июня 1967 года «Благородный» обеспечивал советское военное присутствие в Сирии с заходом в Тартус; на корабле базировался штаб Средиземноморской эскадры. 31 марта 1969 года эсминец был включён в состав 21-й бригады 30-й дивизии противолодочных кораблей. В апреле 1970 года «Благородный» принимал участие в манёврах «Океан».
В мае 1971 года корабль выходил в Средиземное море; с октября нёс боевую службу в том же районе, в период с 14 по 18 декабря нанёс визит в Латакию (Сирия). С 13 августа 1973 по 7 октября 1976 года «Благородный» прошёл ремонт и модернизацию на «Севморзаводе».
В ноябре 1976 эскадренный миноносец выполнял задачи боевой службы в Западной Атлантике с заходами в порты Конакри (Гвинея), Котону (Бенин, дважды), Луанда (Ангола); охранял судоходство и обеспечивал связью самолёты Ту-95 затем встал на ремонт в Николаев. В феврале 1978 вышел на боевую службу в Средиземном море, выполнял задачи боевой службы связанные с сопровождением авианосцев 6 американского флота, во время свержения хунты в Греции до 31 мая. 21 марта 1980 года при исполнении задач боевой службы в Средиземном море корабль совершил навал на гидрографическое исследовательское судно «Память Меркурия». В период с 26 июня по 1 июля этого же года «Благородный» нанёс визит в Тунис, 13 июля заходил в Сплит (Югославия), 15 июля возвратился с боевой службы в Севастополь.
С 15 сентября 1982 года перечислен в ЛенВМБ. В 1988 году корабль прошёл ремонт и докование, на испытаниях дал ход 38,5 узлов. 25 апреля 1989 года приказом министра обороны СССР «Благородный» был исключён из списков ВМФ СССР и 31 декабря расформирован; в 1992 году продан на слом в Португалию.
С 1978 по 1984 года на корабле служил начальником медицинской службы Финогеев Александр Витальевич, ныне член Союза писателей России, автор книг «В те дни в морях дороги наши были», «…и жизнь, и море, и любовь…» (2009), «Віра, Надія, Любов» (сборник, 2012), «По местам стоять!» (2013), «В жизни не поверю» (2014), «Миражи тумана» (2015), «Круги на воде» (2017), "Полоса прибоя" (2018), "Брызги океана. Избранное" (2018), "Небесне і земне: сборник Обдаровані мудрістю" (2018), Тихая заводь (2019). Автор слов 8 песен.

## Особенности конструкции
Эскадренный миноносец вступил в строй с обтекателями гребных валов, одним балансирным рулём, фок-мачтой новой, облегчённой и усиленной конструкции и с РЛС «Фут-Н» (вместо РЛС «Риф»). Перед передачей корабля флоту на нём были усилены конструкции носовой надстройки. При проведении модернизации по проекту 56-ПЛО на «Благородном» заменили РЛС «Якорь-М» на РЛС «Якорь-М2», установили одну РЛС «Дон» (с антенным постом на фок-мачте). В период среднего ремонта (1973—1976) корабль оснастили системой обнаружения торпедного следа МИ-110К, на средней надстройке в районе кормового дымового кожуха были установлены две спаренные 25-мм АУ 2М-ЗМ, РЛС «Заря» и «Нептун» заменили второй РЛС «Дон» и оборудовали закрытый ходовой мостик.

## Известные командиры (войсковая часть 13181)
- 1957 — капитан 2-го ранга А. И. Исаев[1];
- 1964 — капитан 3-го ранга Ю. В. Гришанов[1];
- 1970 — капитан 1-го ранга В. Л. Шепелев[3].
- 1973—1974 — капитан 2 ранга Москаленко Вадим Олегович.
- в ноябре 1976 года — капитан 3-го ранга А. Троицкий[1];
- 1978 — капитан-лейтенант Н. Г. Москалёв[1];
- 1978—1982 — капитан-лейтенант Цубин А. С.
- сентябрь 1982 — капитан 3-го ранга Г. Н. Шевченко[1];
- до 1988 года — капитан 2-го ранга П. С. Буткус[1].
- до 1989 года - капитан 3 ранга И. К. Краснопольский

## Известные бортовые номера
В ходе службы эсминец сменил ряд следующих бортовых номеров:
- 1956 год — № 106;
- 1957 год — № 79;
- 1970 год — № 349;
- 1972 год — № 353;
- 1973 год — № 343;
- 1975 год — № 352;
- 1979 год — № 356;
- 1980 год — № 513;
- 1981 год — № 355;
- 1982 год — № 511;
- 1983 год — № 630;
- 1988 год — № 519;
- 1989 год — № 671.
- 1990 год — № 541.

С 1978 по 1984 годы на корабле служил начальником медицинской службы Финогеев Александр Витальевич, в последующем член Союза писателей России, ныне член Союза писателей России, автор книг «В те дни в морях дороги наши были», «…и жизнь, и море, и любовь…» (2009), «Віра, Надія, Любов» (сборник, 2012), «По местам стоять!» (2013), «В жизни не поверю» (2014), «Миражи тумана» (2015), «Круги на воде» (2017), "Полоса прибоя" (2018), "Брызги океана. Избранное" (2018), "Небесне і земне: сборник Обдаровані мудрістю" (2018), Тихая заводь (2019). Автор слов 9 песен.